# 加濟體育場

加濟體育場 (普什圖語：‎) (波斯語：‎)是位於阿富汗喀布爾的綜合性體育場，常用於舉辦足球賽事。它有時使用其他名稱，例如阿富汗足球協會體育場。體育場興建於1923年阿曼諾拉汗國王統治期間，他因阿富汗在第三次英國－阿富汗戰爭中取得勝利而被視為加齊（Ghazi，英雄之義），並在1919年英國-阿富汗條約訂定後帶領國家獨立。